# Federale Alliansie
De Federale Alliansie (Nederlands: Federale Alliantie) was een kleine Zuid-Afrikaanse politieke partij die aan de Zuid-Afrikaanse parlementsverkiezingen 1999 deelnam. De partij werd in 1998 gesticht en de leider was de Zuid-Afrikaanse zakenmagnaat Louis Luyt.